# Sprawiedliwość Boża
Sprawiedliwość Boża – ogólnoświatowa seria kongresów (dużych spotkań religijnych) o charakterze międzynarodowym, zorganizowanych przez Świadków Jehowy. Kongresy rozpoczęły się w czerwcu 1988 roku na półkuli północnej, a zakończyły się na początku 1989 roku na półkuli południowej. W kongresach uczestniczyły 6 273 804 osoby.

## Kongresy międzynarodowe na świecie
Za wiedzą władz na kongres międzynarodowy do Wiednia w Austrii wyjechała spora grupa Świadków Jehowy z Czechosłowacji (w tym czasie działalność była tam objęta zakazem). Kongres odbył się w dniach od 21 do 24 lipca 1988 roku na Prater-Stadion. W sesjach w języku węgierskim uczestniczyło 3600 Świadków Jehowy z Węgier (działalność objęta zakazem), a w języku serbsko-chorwackim 3600 Świadków Jehowy z Jugosławii (działalność była tam prawnie ograniczona). Kluczowe punkty programu były przekazywane drogą telefoniczną na kongresy w Niemczech Zachodnich (Dortmund, Hamburg, Kaiserslautern, Berlin, Kolonia, Norymberga, Stuttgart), Luksemburgu i Szwajcarii (Zurych i Genewa). Punktów tych wysłuchało przeszło 80 000 osób.
Czterodniowy kongres międzynarodowy odbył się w kanadyjskim Montrealu. Uczestniczyło w nim przeszło 45 tysięcy osób, w tym 9000 arabskich, greckich, włoskich, portugalskich i hiszpańskich delegatów. Program przedstawiono w języku angielskim, arabskim, francuskim, greckim, hiszpańskim, portugalskim i włoskim. Na kongres zostali zaproszeni misjonarze Szkoły Gilead, którzy zrelacjonowali informacje o prowadzonej działalności w krajach, do których zostali przydzieleni. Główne punkty programu były transmitowane do pozostałych miejsc zgromadzeń w Kanadzie i Stanach Zjednoczonych.

## Kongresy okręgowe na świecie
Na całym świecie poza serią kongresów międzynarodowych w około 150 krajach zorganizowano w sumie około 850 kongresów okręgowych. Na 125 kongresach w Stanach Zjednoczonych i Kanadzie było 1 440 932 obecnych, ochrzczono 19 878 osób, w Europie na kongresy przybyło ponad 1 100 000, a na półkuli południowej prawie 4 000 000 osób. Łączna liczba obecnych na kongresach wyniosła 6 273 804.
Na kongresie w Nuuk na Grenlandii program był przedstawiony po duńsku, ale około 1/3 wszystkich przemówień przetłumaczono na język grenlandzki. Przybyły 163 osoby.
W Hiszpanii i we Włoszech liczba osób, które zostały ochrzczone na kongresach wynosiła przeszło 4% obecnych. W Grecji pod naciskami Greckiego Kościoła Prawosławnego zerwano umowę na wynajęcie stadionu w Pireusie. Zgromadzenie z udziałem przeszło 18 000 osób zostało zorganizowane w Sali Zgromadzeń w mieście Malakasa.
W grudniu 1988 roku na zgromadzeniu w Auckland w Nowej Zelandii zorganizowano oddzielne sesje w językach samoańskim, niue i rarotonga dla delegatów z Oceanii.
W kongresach, które odbyły się w sierpniu w Brazylii i Wenezueli uczestniczyło przeszło pół miliona osób. 88 120 osób zgromadziło się na kongresach w Korei Południowej, a ochrzczono 2130 osób. W Japonii w 33 zgromadzeniach uczestniczyło 240 355 osób, a 3828 zostało ochrzczonych. Z Kingston na Jamajce główne punkty programu były transmitowane na kongresy w Antigui i Barbudzie, na Barbadosie, w Gujanie oraz w Trynidadzie i Tobago. Ogółem punktów tych wysłuchało 36 867 osób. Na kongresie na stadionie Yankee w Nowym Jorku, członek Ciała Kierowniczego John E. Barr ogłosił wydanie dwutomowego leksykonu biblijnego Wnikliwe poznawanie Pism, a William Lloyd Barry książki Wspaniały finał Objawienia bliski!.

### Polska

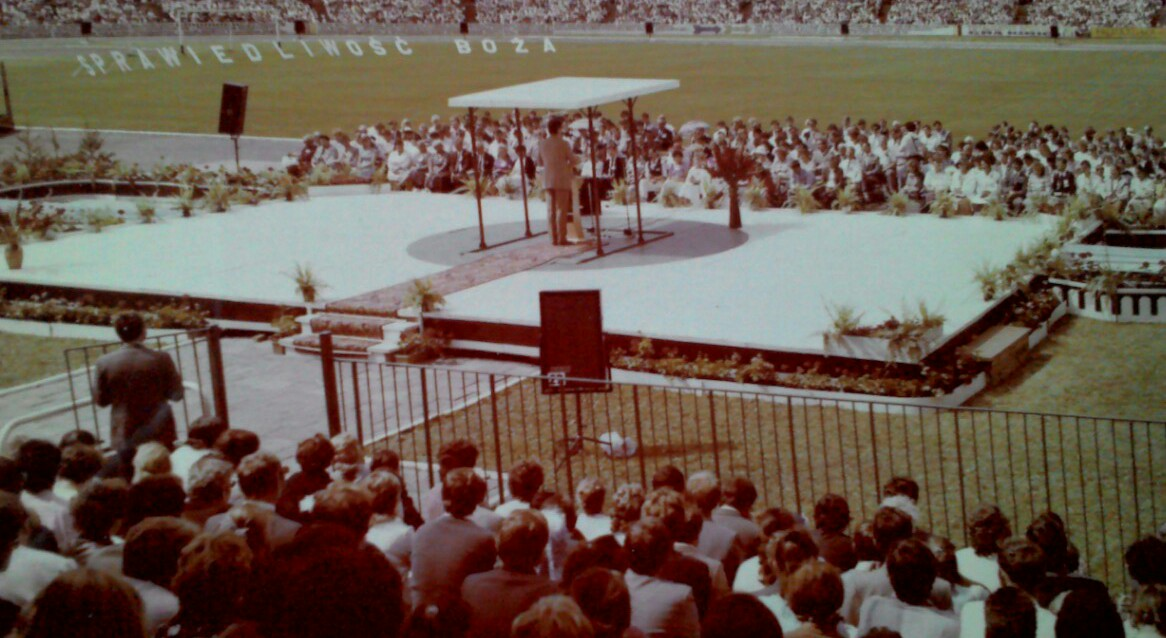
Zgromadzenie okręgowe w Krakowie
(wykład dla grupy kandydatów do chrztu, na fotografii siedzących przed podium); Stadion Hutnika Kraków, 5–7 sierpnia

Pomimo niezalegalizowanej jeszcze działalności Świadków Jehowy w Polsce, władze państwowe wyraziły zgodę na zorganizowanie latem kongresów.
Odbyło się 12 zgromadzeń okręgowych, m.in.: Warszawa, Kraków, Sosnowiec, Wałbrzych, Wrocław, Gdańsk, Poznań, Szczecin, Lublin, Olsztyn, Łódź. Grupa Świadków Jehowy z Ukrainy dostała pozwolenie na wyjazd na zgromadzenia w Polsce. Delegaci otrzymali od polskich współwyznawców Biblie i publikacje Świadków Jehowy w języku ukraińskim.

## Niektóre punkty programu
- Dramaty (przedstawienia):
  - Naznaczeni do ocalenia[11]
  - Sądy Jehowy nad urągającymi prawu[12].
- Wykład publiczny: „Sprawiedliwość dla wszystkich przez sędziego, którego wyznaczył Bóg”
- Rezolucja: Przeciw Babilonowi Wielkiemu (rezolucja wskazywała, że Babilon Wielki jest skazany na zagładę, narody stoją w obliczu Armagedonu, a władza Królestwa Jehowy, sprawowana przez Chrystusa, uwieńczy bieg wydarzeń wspaniałym finałem – życiem wiecznym w raju na ziemi)[1].

W każdym dniu uwypuklono inny aspekt sprawiedliwości Bożej – jednego z podstawowych przymiotów Boga: „Szczęśliwi, którzy się trzymają sprawiedliwości” (Ps 106:3); ‛Przyjmuj karcenie, które uczy wnikliwości’ (Prz 1:9); „Jego sądy są prawdziwe i sprawiedliwe” (Obj 19:2); „Sprawiedliwość – do sprawiedliwości powinieneś dążyć” (Pwt 16:20). Program składał się z przemówień, pokazów i dramatów (przedstawień kostiumowych), w których podkreślona została potrzeba przestrzegania sprawiedliwości Bożej.